# Rockford (Alabama)
Rockford – miasto w południowo-wschodniej części Stanów Zjednoczonych, w Alabamie, stolica hrabstwa Coosa.

## Demografia
- Liczba ludności: 349 (2023)[1]
- Gęstość zaludnienia: 40,6 os./km²
- Powierzchnia: 8,6 km²